# Dongargaon
Dongargaon là một thị xã và là một nagar panchayat của quận Rajnandgaon thuộc bang Chhattisgarh, Ấn Độ.

## Địa lý
Dongargaon có vị trí 20°58′B 80°51′Đ / 20,97°B 80,85°Đ Nó có độ cao trung bình là 304 mét (997 feet).

## Nhân khẩu
Theo điều tra dân số năm 2001 của Ấn Độ, Dongargaon có dân số 11.571 người. Phái nam chiếm 51% tổng số dân và phái nữ chiếm 49%. Dongargaon có tỷ lệ 72% biết đọc biết viết, cao hơn tỷ lệ trung bình toàn quốc là 59,5%: tỷ lệ cho phái nam là 78%, và tỷ lệ cho phái nữ là 64%. Tại Dongargaon, 14% dân số nhỏ hơn 6 tuổi.